# Bizzarrini Ghepardo
La Bizzarrini Ghepardo è il prototipo di una vettura realizzata dalla casa italiana VGM Motors e commercializzata col marchio Bizzarrini; presentata al pubblico nel 2006 non ha avuto seguito commerciale.

## Il contesto

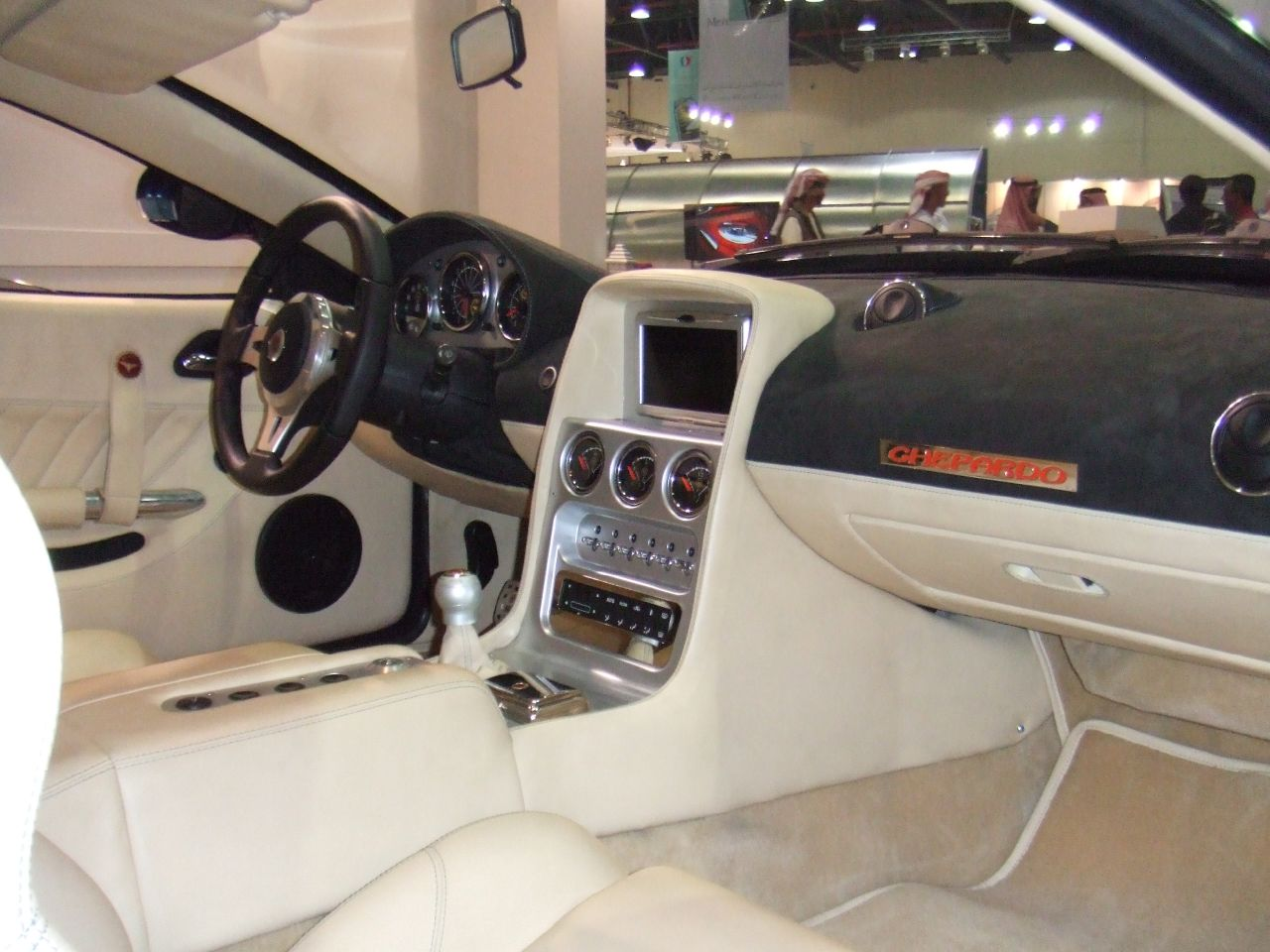
Gli interni

La vettura è stata esposta in anteprima, in versione prototipo in occasione del salone dell'automobile di Ginevra nel 2006. Il prototipo doveva anticipare la linea definitiva della carrozzeria ed era dotato di un motore V8 4,1 litri da 550 CV. In seguito è stata esposta in altre occasioni, tra cui al Concorso d'eleganza Villa d'Este.
Il modello di serie avrebbe dovuto montare il motore 7 litri LS7 della General Motors con una potenza di 557 CV a 6400 rpm per la versione base con la possibilità di ricevere due step di potenza per arrivare a 594 CV a 6600 rpm con il primo step e 644 CV a 7000 rpm con il secondo step. Il motore è sistemato in posizione arretrata, a metà fra il vano motore e l'abitacolo, scelta ingegneristica molto comune nelle vetture concepite dal fondatore del marchio, Giotto Bizzarrini, dovuta a una necessaria ottimizzazione della distribuzione dei pesi.
La carrozzeria era realizzata in alluminio battuta a mano su di un telaio al Cromo-Molibdeno e le prestazioni dichiarate dalla casa erano di una velocità massima oltre i 350 km/h e di un'accelerazione che permette di raggiungere i 100 km/h da fermo in 3,6 secondi e i 200 km/h in 10,96 secondi.